# امیلیو بوتراگوئنو
امیلیو بوتراگِنیو سانتوس (زاده ۲۲ ژوئیه ۱۹۶۳)، بازیکن بازنشسته اسپانیایی‌ست که به‌خاطر دوران بازی اش در تیم رئال مادرید معروف است.

او هم‌اکنون به کار مدیریت روابط عمومی باشگاه رئال مادرید مشغول است.
وی یکی ار اعضای گروه کوئینتا دل بیتره (گروه کرکسها) بوده است. در این گروه بازیکنانی همچون مانوئل سانچز، مارتین وازکز، میشل و میگل پاردزا او را همراهی می‌کرده‌اند. او همچنین مدتی نایب رئیس رئال مادرید بوده است.
بوتراگوئنو همچنین ۶۹ بازی ملی و ۲۶ گل زده برای تیم ملی فوتبال اسپانیا در کارنامهٔ خود دارد. او یکی از اعضای تیم ملی اسپانیا در یورو ۱۹۸۴ بود که تیم به فینال راه یافت. او در جام جهانی مکزیک ۱۹۸۶ نیز حضور یافت و در برد ۵ بر یک برابر تیم ملی فوتبال دانمارک چهار گل به ثمر رساند. او در جام جهانی ایتالیا ۱۹۹۰ نیز حضور یافت. در سپتامبر ۲۰۰۷ او به عنوان چهارمین گل‌زن برتر تاریخ اسپانیا شناخته شد.